# Природний парк Врачанський Балкан
Природний парк Врачанський Балкан (болг. Природен парк „Врачански Балкан“) — природний парк у Болгарії площею 30129,9 га, створений 21 грудня 1989 року.

## Адміністрація парку
Природним парком Врачанський Балкани керує дирекція, підпорядкована Виконавчому лісовому агентству Міністерства навколишнього середовища та водних ресурсів Болгарії.

## Географія
Природний парк Врачанський Балкан розташований на території общин Враца, Криводол, Мездра, Виршець і Своге.

## Біологія

### Флора
Флора природного парку Вранчанський Балкан становить бл. 1100 судинних рослин, що становить бл. 28 % болгарської флори. У природному парку живуть ендемічні види, серед яких мало поширені в Болгарії Campanula jordanovii, Centranthus kellereri, Chamaecytisus kovacevii, Silene velcevii, а також Centranthus kellereri та Silene velcevii, на які припадає бл. 50 % їхнього світового популяції.
Серед ендемічних видів, які можна знайти також в інших балканських країнах, Acanthus balcanicus, Achillea ageratifolia, Armeria rumelica, Centaurea chrysolepis, Cephalaria flava, Cerastium moesiacum, Crocus veluchensis, Dianthus cruentus, Digitalis viridiflora, Erysimum comatum, Gentianella bulgarica bachiiren reichen., Lilium jankae, Pedicularis grisebachii, Peucedanum aegopodioides, Sesleria latifolia, Silene sendtneri та Vicia truncatula.
13 видів занесені до «Червоної книги Республіки Болгарія». Територія парку входить до мережі природоохоронних територій Європейського Союзу Natura 2000.

### Тваринний світ
У природному парку Врачанський Балкан налічується близько 1231 різних безхребетних. Це важливий регіон для метеликів у Болгарії. Земноводних у природному парку 11, плазунів 15. Серед них 20 охороняються законом, усі включені до Бернської конвенції. Із понад 180 видів птахів у природному парку 157 охороняються законом, а 38 занесені до «Червоної книги Республіки Болгарія». У природному парку нараховується 36 видів ссавців, серед яких 9 охороняються на національному рівні, 20 — на європейському та 9 — на міжнародному. Серед них соня лісова, їжак південний, борсук європейський, видра річкова, тхір лісовий, кіт лісовий, сарна європейська. У природному парку живуть 22 з 33 видів кажанів, які мешкають у Болгарії.